# 22406 Garyboyle
22406 Garyboyle este o planetă minoră (asteroid) din centura de asteroizi. A fost descoperită pe 22 august 1995 la Observatorul Național Kitt Peak de Spacewatch. 
Obiectul prezintă o orbită caracterizată de o semiaxă mare de 2,2957273 UAi, o excentricitate de 0,11, o înclinație de 6,97765 ° în raport cu ecliptica.